# تاكيشي سايتو
تاكيشي سايتو (6 مايو 1982 - ) هو لاعب كرة قدم ياباني يلعب كلاعب وسط.